# 国道134号

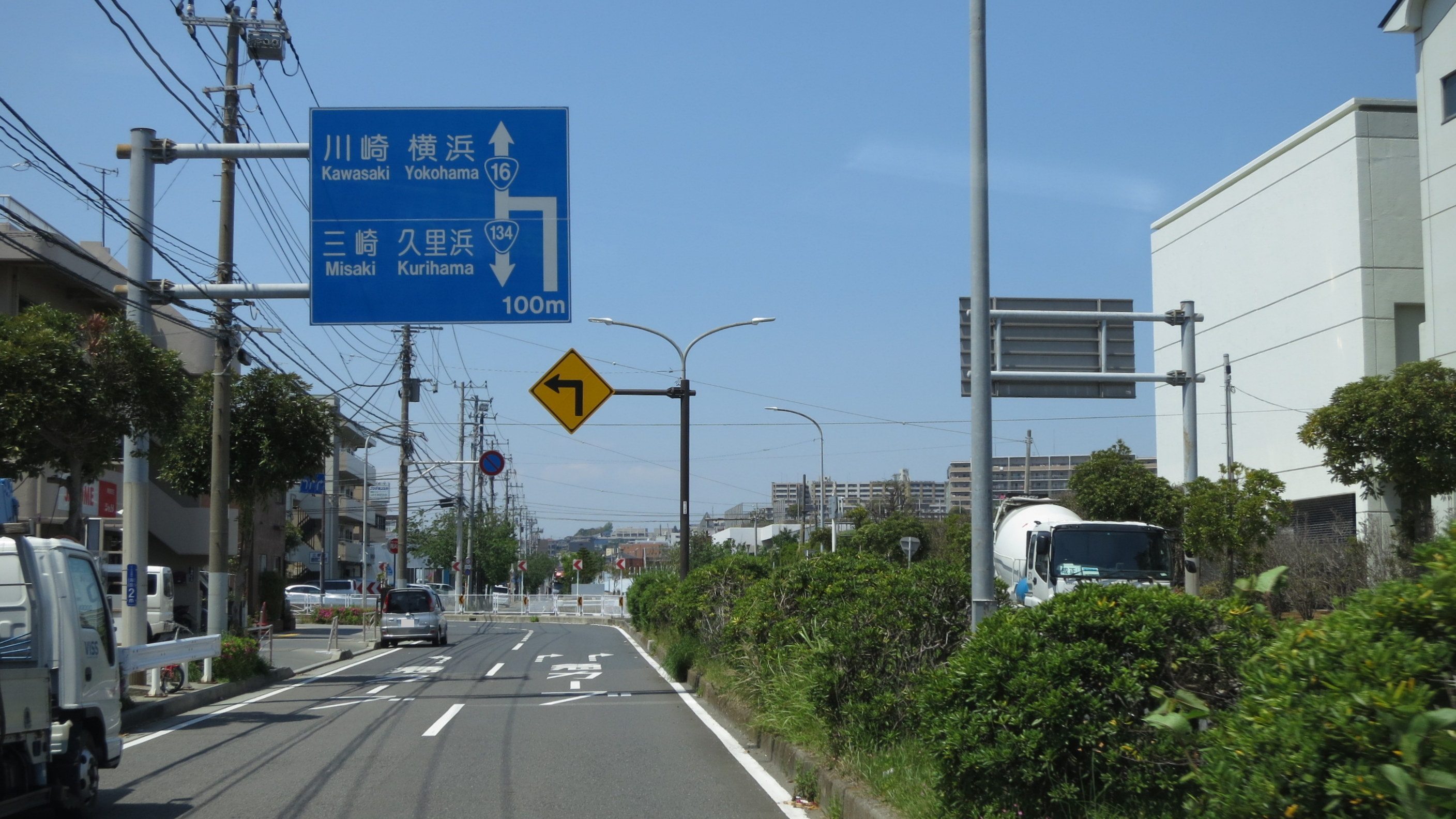
国道134号 起点付近
神奈川県横須賀市三春町二丁目

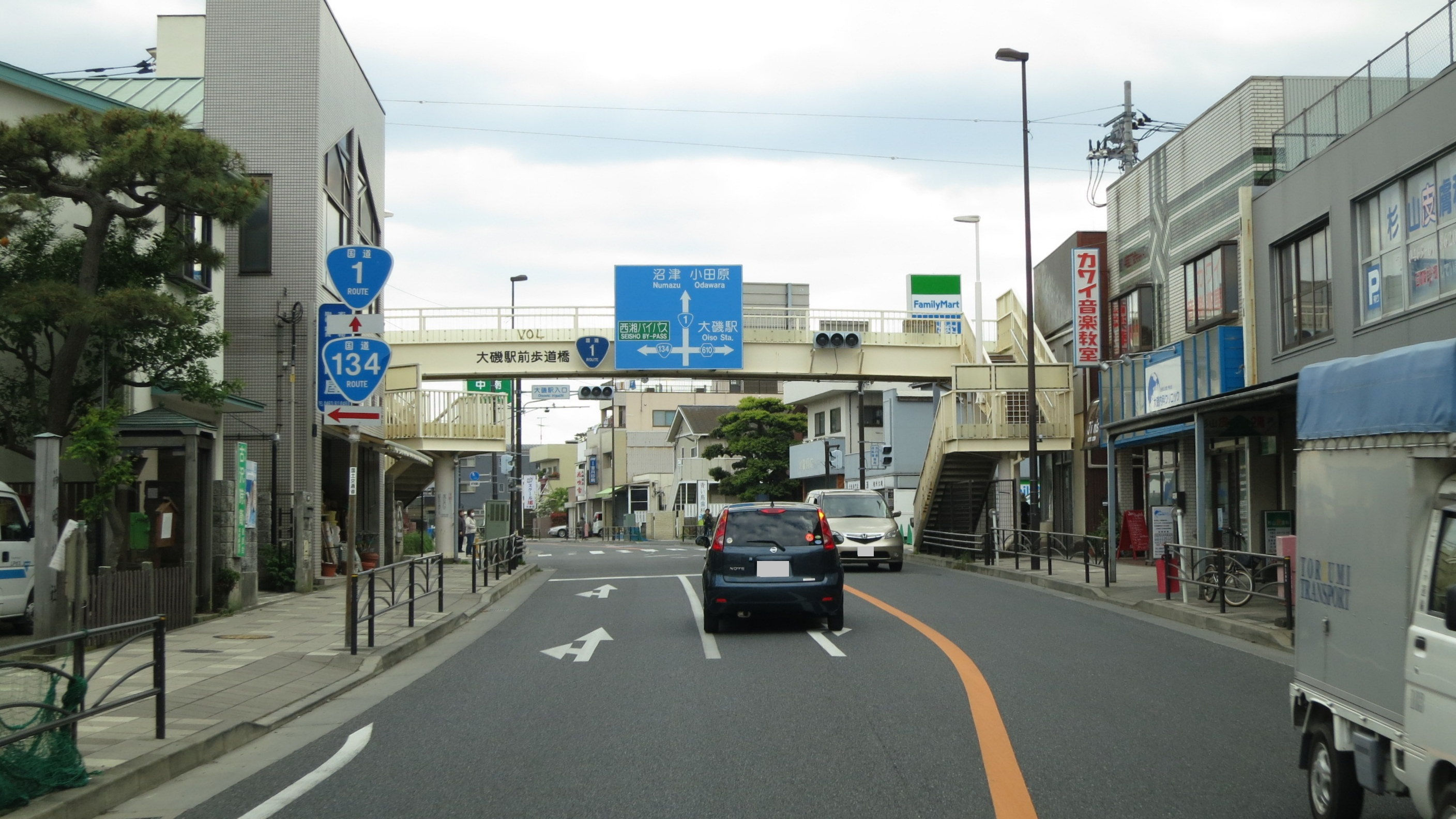
国道134号 終点
神奈川県中郡大磯町
大磯駅入口交差点

国道134号（こくどう134ごう）は、神奈川県横須賀市から中郡大磯町に至る一般国道である。

## 概要
起点の横須賀市から、三浦半島や湘南地方を海岸線に沿って通行し、国道1号との接点である、終点の中郡大磯町に至る路線で、神奈川県の海岸線を東西方向に結んでいる。

### 路線データ
一般国道の路線を指定する政令に基づく起終点および重要な経過地は次のとおり。
- 起点：横須賀市（三春町二丁目交差点 = 国道16号交点）
- 終点：神奈川県中郡大磯町（大磯駅入口交差点 = 国道1号交点）
- 重要な経過地：三浦市、横須賀市、逗子市、鎌倉市、藤沢市（鵠沼海岸一丁目）、茅ヶ崎市（東海岸南一丁目）、平塚市（袖ケ浜）
- 総延長 : 60.5 km[2][注釈 2]
- 重用延長 : なし[2][注釈 2]
- 未供用延長 : なし[2][注釈 2]
- 実延長 : 60.5 km[2][注釈 2]
  - 現道 : 60.3 km[2][注釈 2]
  - 旧道 : 0.2 km[2][注釈 2]
  - 新道 : なし[2][注釈 2]
- 指定区間：なし[3]

## 歴史
- 1920年（大正9年）4月1日 - 鎌倉三崎線（鎌倉郡鎌倉町 - 三浦郡三崎町三崎港）および片瀬鎌倉線（鎌倉郡川口村 - 鎌倉郡鎌倉町）を県道認定する[4]。
- 1930年（昭和5年）3月 - 失業救済対策の一部として、神奈川県土木部が「湘南海岸道路（鎌倉郡川口村片瀬龍口寺 - 中郡大磯町）」の敷設計画に着手する。
- 1931年（昭和6年）
  - 4月7日 - 片瀬大磯線（鎌倉郡川口村片瀬 - 中郡大磯町）を県道認定する。
  - 6月 - 「湘南海岸道路（県道片瀬大磯線）」工事起工式を開く。5か年計画として、神奈川県が施工。
- 1935年（昭和10年）7月27日 - 「湘南海岸道路」（相模川の湘南大橋を除く区間）が開通。
- 1936年（昭和11年）
  - 9月25日 - 神奈川県道26号（鎌倉郡鎌倉町ヨリ中郡大磯町ニ達スル道路）に指定する[5]。
  - 10月23日 - 湘南大橋が落成。
- 1938年（昭和13年）1月 - 「湘南海岸道路」に水銀灯を設置する。
- 1953年（昭和28年）
  - 2月10日 - 旧道路法に基づき認定していた県道鎌倉三崎線、県道片瀬鎌倉線および県道片瀬大磯線を引き継ぎ、それぞれ第31号、第41号および第128号として道路法に基づき県道認定する[6]。
  - 5月18日 - 県道鎌倉三崎線、県道片瀬鎌倉線および県道片瀬大磯線を、二級国道134号横須賀大磯線（横須賀市 - 中郡大磯町）として指定施行[7]。
- 1956年（昭和31年）7月1日 - 湘南道路（有料区間）の料金徴収を開始。
- 1960年（昭和35年）11月22日 - 在日米海軍辻堂演習場跡地の海岸沿い部分（浜見山交番前 - 浜須賀）が完成。
- 1965年（昭和40年）4月1日 - 一般国道134号として指定施行[1]。
- 1975年（昭和50年）3月1日 - 湘南道路鎌倉区間を無料開放。
- 1986年（昭和61年）7月1日 - 湘南道路逗子区間を無料開放。
- 2010年（平成22年）3月28日 - 慢性的な渋滞の解消を図るため、湘南大橋の4車線化が完了、供用開始。湘南大橋には同年4月より5年間、神奈川県による命名権売却に応じた工具卸売業トラスコ中山により、「トラスコ湘南大橋」との愛称が付けられる。
- 2011年（平成23年） - 慢性的に渋滞している「トラスコ湘南大橋」から花水川橋までの区間を4車線化する事業が着手。
- 2012年（平成24年）10月17日 - 前述の拡幅区間のうち、高浜台交差点付近（平塚市高浜台）から平塚駅南口入口交差点付近（平塚市袖ケ浜）までの0.9 kmが4車線化供用開始。
- 2013年（平成25年）6月25日 - 前述の拡幅区間のうち、平塚駅南口入口交差点付近（平塚市袖ケ浜）から袖ケ浜交差点付近（平塚市袖ケ浜）までの0.5 kmが4車線化供用開始。
- 2015年（平成27年）3月1日 - 前述の拡幅区間のうち、高浜台交差点（平塚市高浜台）から西湘バイパス（大磯町東町二丁目）までの1.1 kmが4車線化供用開始。藤沢市の片瀬東浜から大磯町の西湘バイパスまでの約15 kmが4車線でつながる。これにより「江の島入口」から西湘バイパスの早川口までが4車線化。

## 路線状況

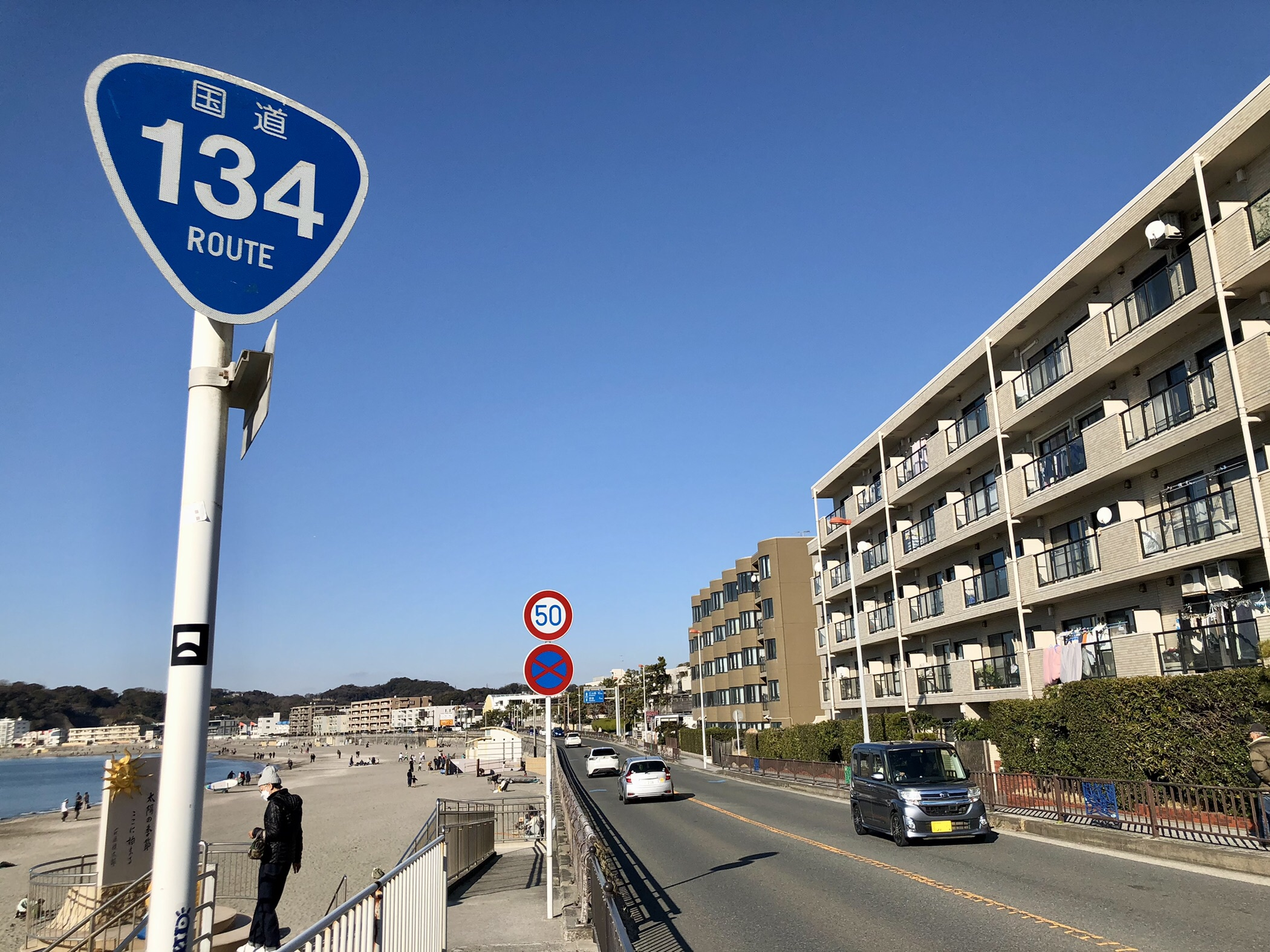
神奈川県逗子市新宿

茅ヶ崎市浜須賀交差点（神奈川県道30号戸塚茅ヶ崎線交点） - 中郡大磯町長者町交差点間は東京箱根間往復大学駅伝競走（箱根駅伝）のコースとして有名である。湘南の海岸線に沿って走るという道路特性がある路線である。

### 通称
- 湘南道路

### 道路施設

#### 橋梁
- 片瀬橋（境川、藤沢市）
- 鵠沼橋（引地川、藤沢市）
- トラスコ湘南大橋（相模川、平塚市）
- 花水川橋（花水川、平塚市）

#### トンネル
- 長柄トンネル（三浦郡葉山町 - 逗子市）

#### 道の駅
- 湘南ちがさき（茅ヶ崎市）

### 交通量
2010年度（平成22年）道路交通センサスより 24時間交通量
| 地点                | 台数   |
| ------------------- | ------ |
| 横須賀市大津町      | 34,262 |
| 横須賀市野比        | 12,641 |
| 横須賀市津久井      | 21,319 |
| 三浦市初声町下宮田  | 16,975 |
| 三浦市南下町菊名    | 17,872 |
| 横須賀市長井        | 16,656 |
| 横須賀市芦名        | 22,242 |
| 横須賀市秋谷        | 12,444 |
| 三浦郡葉山町堀内    | 22,771 |
| 鎌倉市材木座        | 20,320 |
| 鎌倉市七里ヶ浜東    | 24,044 |
| 藤沢市片瀬海岸      | 23,904 |
| 藤沢市鵠沼海岸      | 32,613 |
| 茅ヶ崎市汐見台      | 23,827 |
| 茅ヶ崎市中海岸4丁目 | 29,163 |
| 茅ヶ崎市柳島海岸    | 34,872 |
| 平塚市龍城ヶ丘      | 24,814 |
| 平塚市唐ヶ原        | 32,515 |
| 中郡大磯町高麗      | 03,602 |

## 地理

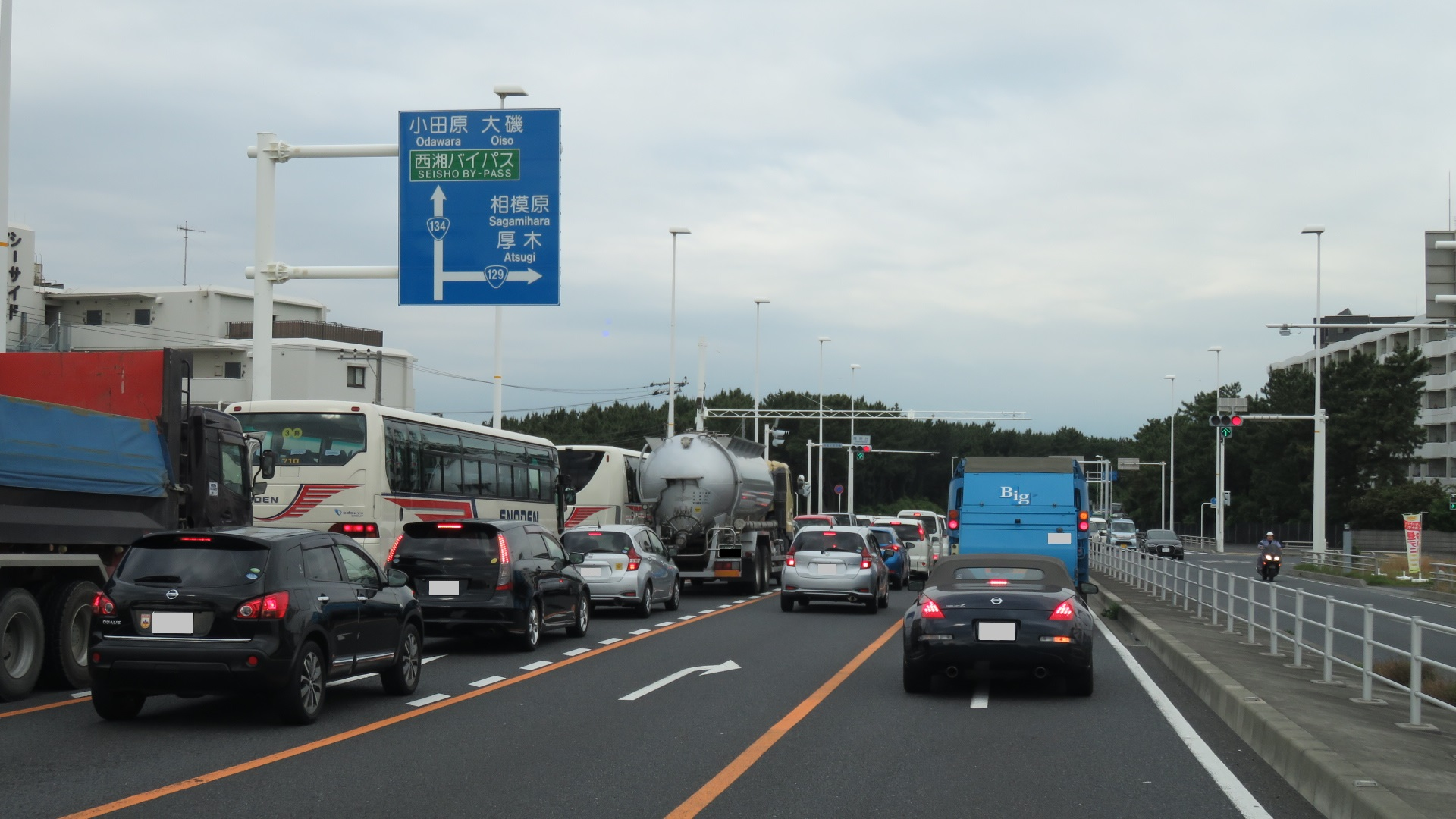
国道129号との分岐
神奈川県平塚市千石河岸

### 通過する自治体
- 神奈川県
  - 横須賀市 - 三浦市 - 横須賀市 - 三浦郡葉山町 - 逗子市 - 鎌倉市 - 藤沢市 - 茅ヶ崎市 - 平塚市 - 中郡大磯町

### 交差する道路
- 国道16号（横須賀市・三春町二丁目交差点交差点）
- 三浦縦貫道路（横須賀市・三浦縦貫道林入口交差点）
- 逗葉新道（三浦郡葉山町）
- 国道467号（藤沢市・片瀬東浜交差点）
- 茅ヶ崎海岸IC - 新湘南バイパス（茅ヶ崎市）
- 国道129号（平塚市・高浜台交差点）
- 国道1号（中郡大磯町・長者町交差点）
- 国道1号（中郡大磯町・大磯駅入口交差点）
- 大磯東IC - 西湘バイパス（中郡大磯町）

## ギャラリー

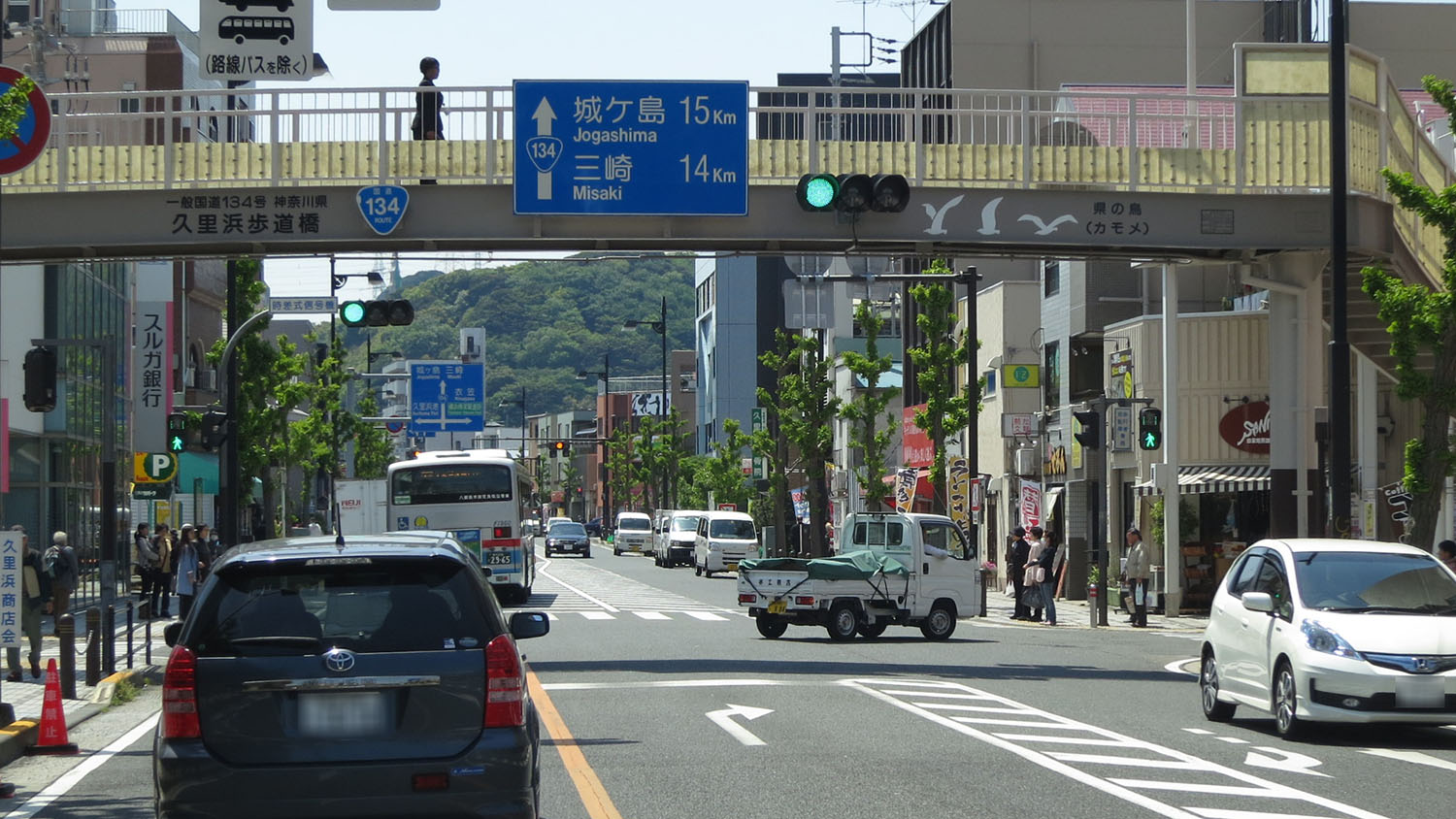
神奈川県横須賀市久里浜
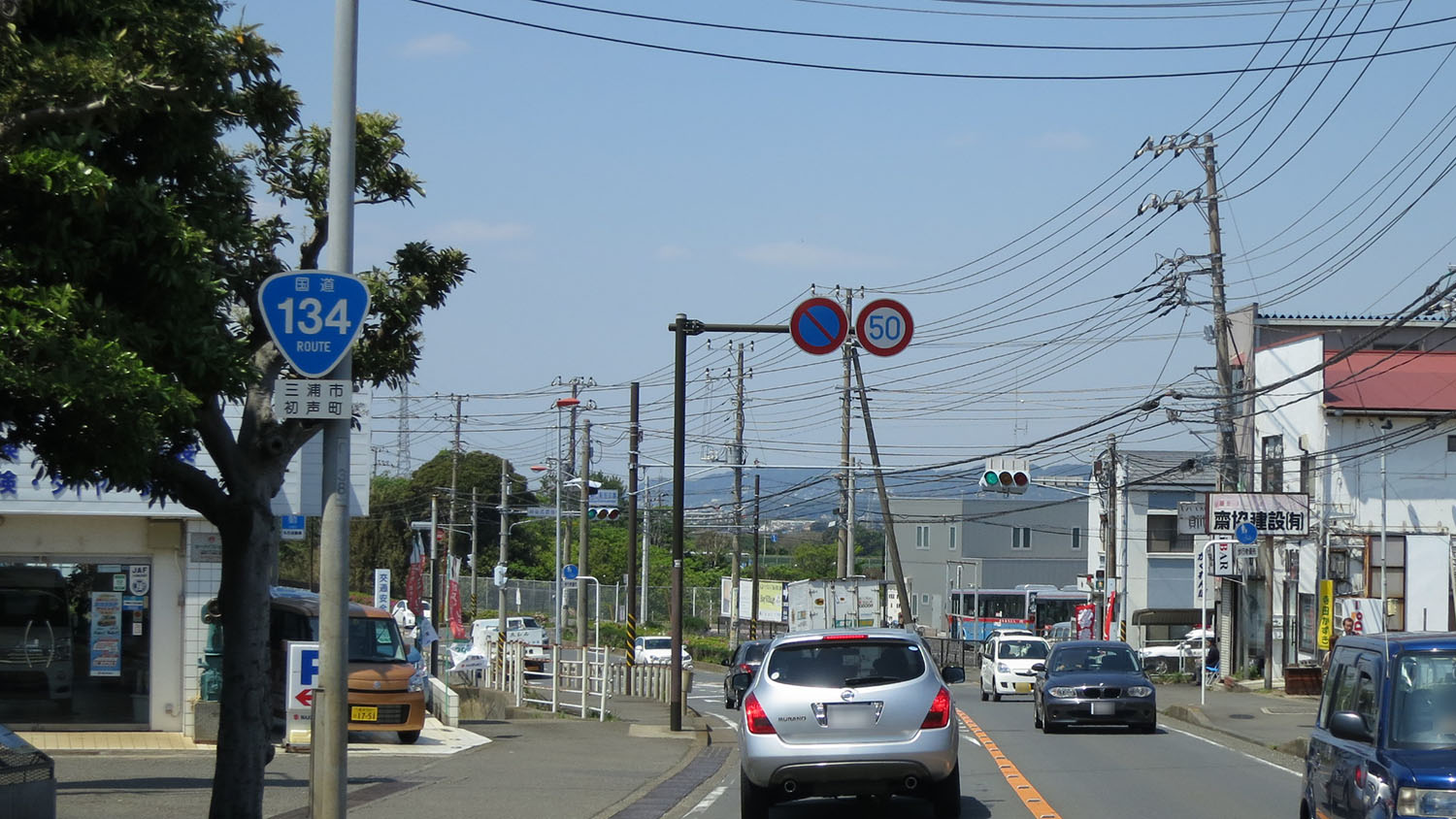
神奈川県三浦市初声町
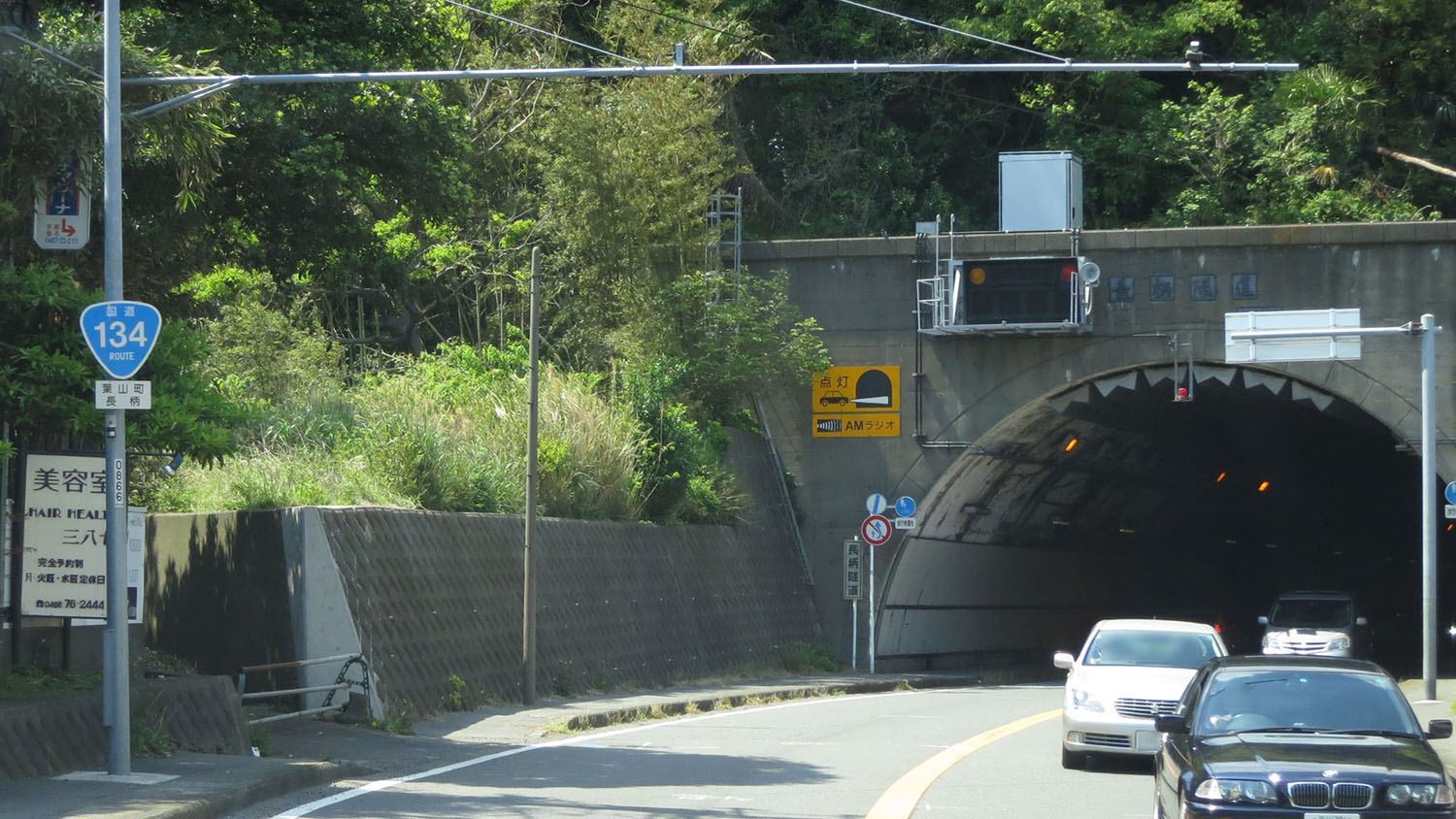
神奈川県三浦郡葉山町長柄
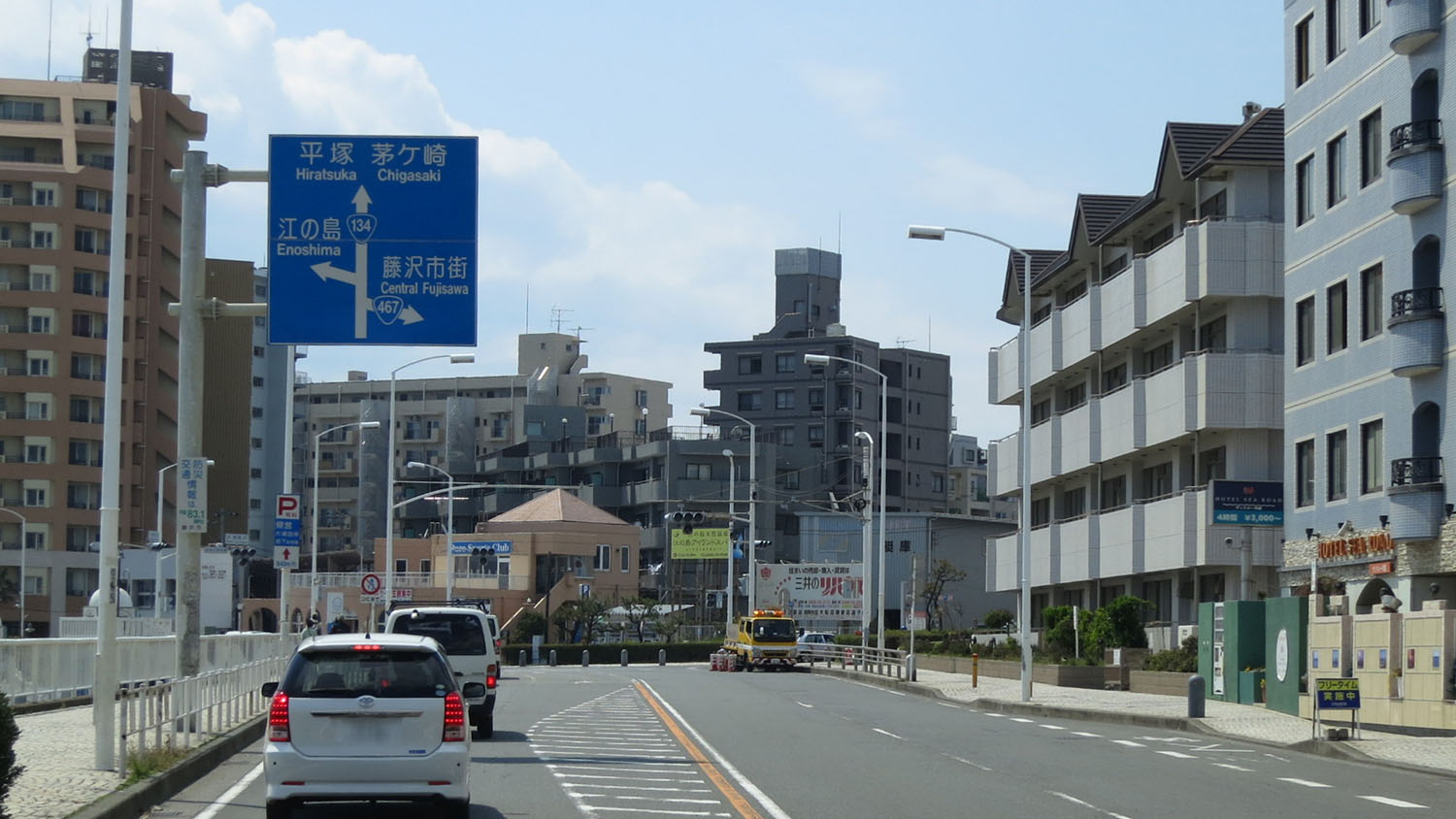
国道467号との分岐 神奈川県藤沢市片瀬海岸
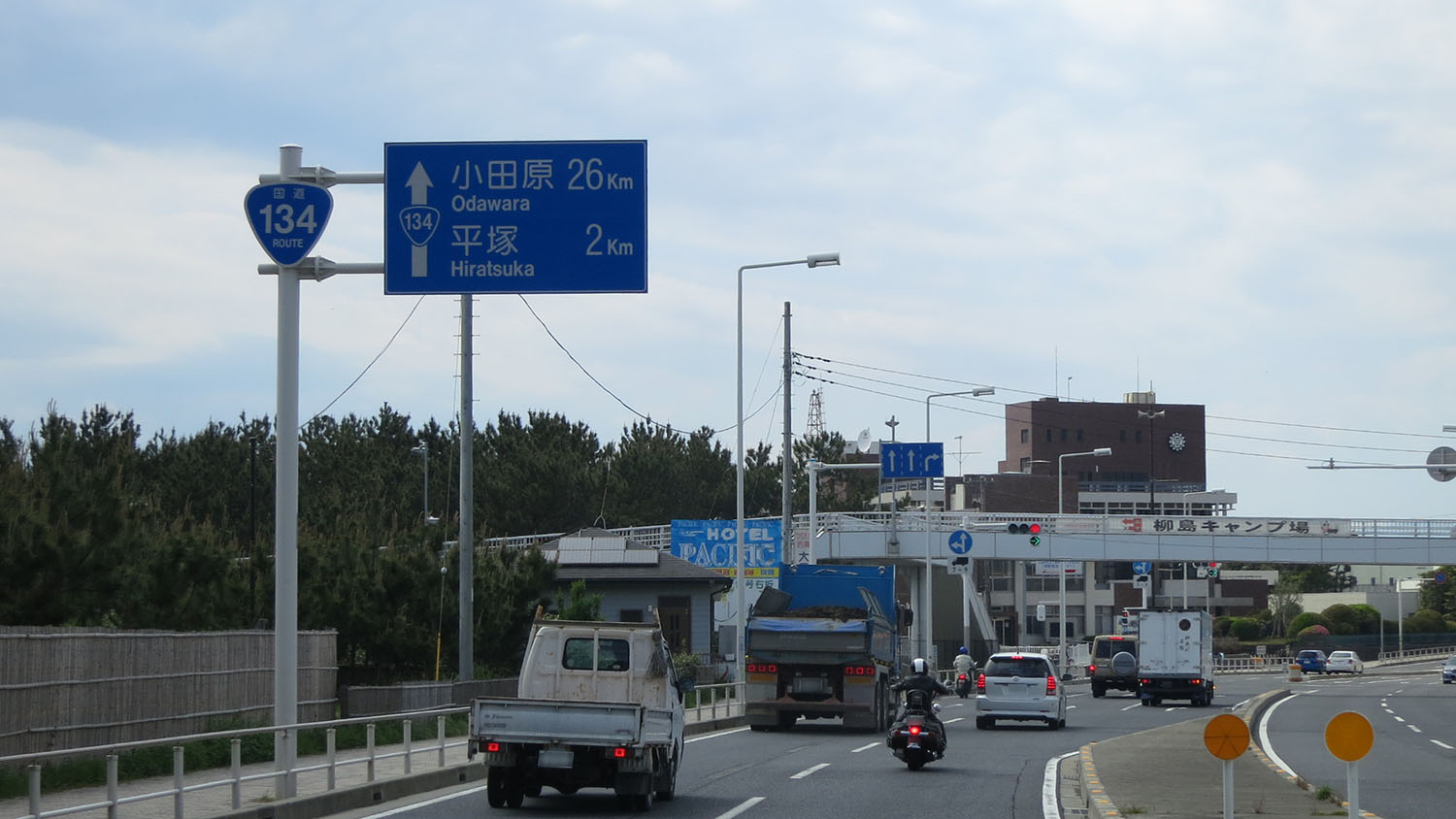
神奈川県茅ヶ崎市柳島海岸

## 描かれた134号
楽曲のタイトル
- 「Route134」（チューリップ、アルバム「Newtune」収録。1985年）
- 「ROUTE134」（杉山清貴&オメガトライブ、1985年）[9]
- 「ルート134」（鮎川麻弥、1986年）
- 「134号ストーリー」（村田和人、1989年）[9]
- 「134」（Rickie-G、2007年）
- 「Route 134」（南佳孝、2008年）
- 「134」（角松敏生、2010年）

歌詞中
- 「es.car」（YUI） - 2010年に発売されたアルバム『HOLIDAYS IN THE SUN』に収録されている。
- 「希望の轍」（サザンオールスターズ） - 自身の代表曲であり、歌詞にある「エボシライン」というフレーズは、国道134号を指しているというのがファンの間では定説とされている[9]。
- 「サヨナラセツナ」（THE KIDDIE） - 歌詞に“134号線は今夜も闇を切り裂いてはエンジンが唸る”というフレーズがある。
- 「オ・ネ・ガ・イ RADIO」（TUBE） - 1985年発表のアルバム『OFF SHORE DREAMIN'』に収録。歌詞に“Route 134”が2回出てくる。
- 「BEAUTIFUL DAY」（福山雅治） - 2006年に発売されたアルバム『5年モノ』に収録されている。
- 「イメージカラー」（鈴木愛理・矢島舞美（℃-ute）） - 2008年に発売されたアルバム『3rd〜LOVE エスカレーション!〜』に収録されている。歌詞に“高速を降りて134号”というフレーズがある。
- 「Traffic Jam」（SPiCYSOL） - 2019年に発売されたアルバム『EASY』に収録されている。歌詞に“134号線 デートプランは告白同然”というフレーズがある。